# Veglio
Veglio (Vèj in piemontese) è un comune italiano di 434 abitanti della provincia di Biella in Piemonte.

## Geografia fisica

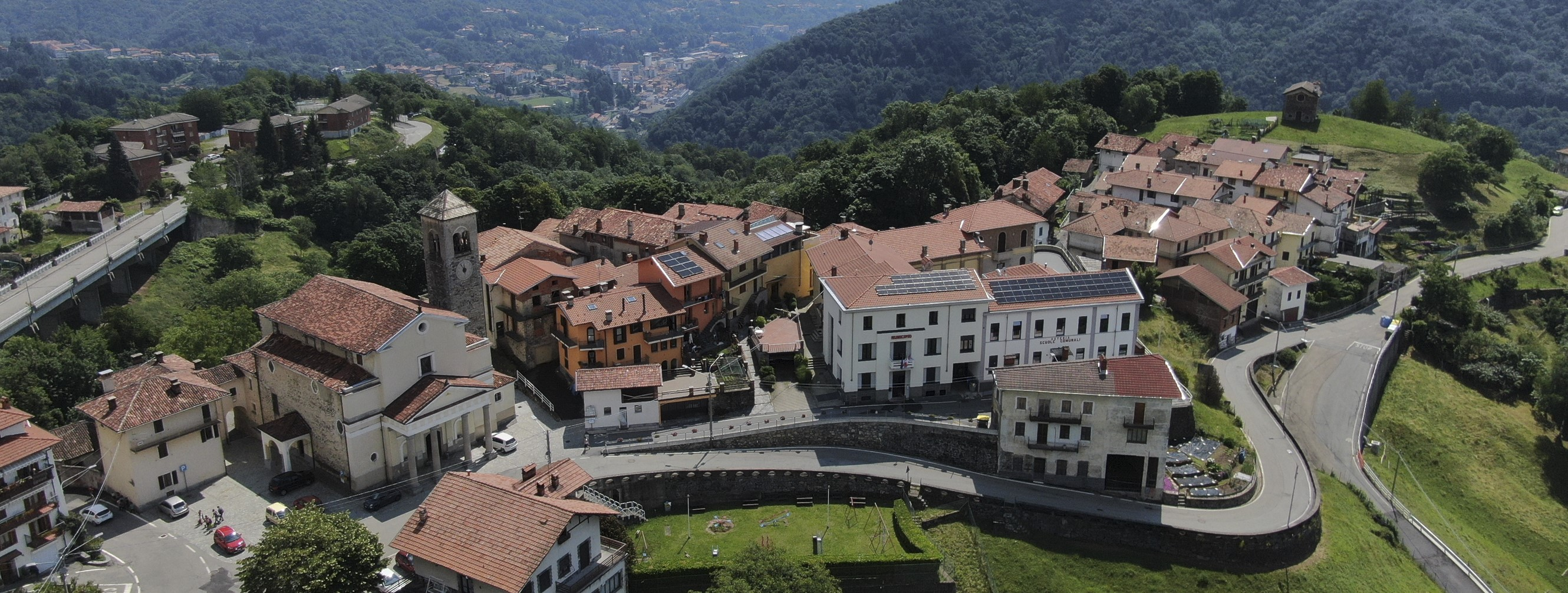
Vista d'insieme

Il territorio comunale si allunga in senso nord-ovest/sud-est dal crinale che separa la Valsessera dalla Valle di Mosso scendendo fino al fondovalle di quest'ultima. L'altitudine passa dai 1622 m che si toccano sul Monte Cerchio (nei pressi di Bielmonte) ai 466 m sul confine con Valle Mosso. Poco a nord del capoluogo comunale di Veglio si trova la cima del Colmetto (960 m), separata dalla catena principale dalla sella di Cascina Zerbola e sulla quale si trovano alcuni ruderi interpretati come fortificazioni antidolciniane.
Idrograficamente il comune appartiene al bacino dello Strona di Mosso due affluenti del quale, il Rio Overa e il Rio Poala, rappresentano il confine rispettivamente con i territori di Camandona e di Mosso.
Le varie frazioni che compongono il comune si concentrano lungo la SP 105 che collega Veglio con Camandona e con Mosso (tramite l'altissimo viadotto della Pistolesa) e nei pressi dello Strona (frazione Romanina).. Il comune possiede anche un'isola amministrativa montana in Valsessera, l'Alpe Montuccia, la quale comprende i boschi ed i pascoli che dal Monticchio scendono fino al Sessera.

## Origini del nome
L'origine del toponimo "Veglio" non ha un'interpretazione sicura, anche se la tesi più accreditata fa risalire il termine da "vegliare, che veglia", riferito alla sua posizione di sentinella che allunga la sua vista sulla Valle di Mosso, e che per primo riceve il sole mattutino.

## Storia
Le prime notizie su Veglio risalgono al Medioevo. Nell'anno 1185 era infatti già ricordato come uno dei più popolosi e antichi cantoni di Mosso Santa Maria, formando, con Mosso appunto, ed il Mezzana Mortigliengo, un'unica parrocchia. Il Mortigliengo si affrancò presto da Mosso, staccandosene prima della fine del Duecento, mentre Veglio rimase invece legato a Mosso Santa Maria sia civilmente che religiosamente ancora per molto tempo.
L'indipendenza religiosa arrivò nell'anno 1528, quando l'oratorio di San Giovanni Battista di Veglio, costruito verso la fine del Quattrocento, fu elevato a chiesa curata. I vegliesi ottennero poi la piena indipendenza parrocchiale verso la fine del Cinquecento visto che nel 1606 si accenna già alla parrocchia ed al parroco di Veglio.
L'indipendenza amministrativa fu invece raggiunta nel 1742, insieme a Pistolesa ed a Valle Superiore Mosso (soppressa poi nel 1938), quando fu eretto il comune di Veglio che ottenne così l'indipendenza che dura sino ad oggi.
La popolazione è, nel tempo, passata dalle 566 anime del 1671 alle 1 042 del 1837, per arrivare ad un massimo di 1 146 del 1961. Dopo l'alluvione del 1968 la perdita di popolazione è stata costante arrivando agli 843 abitanti del 1971, ai 762 del 1981 sino agli attuali 630.

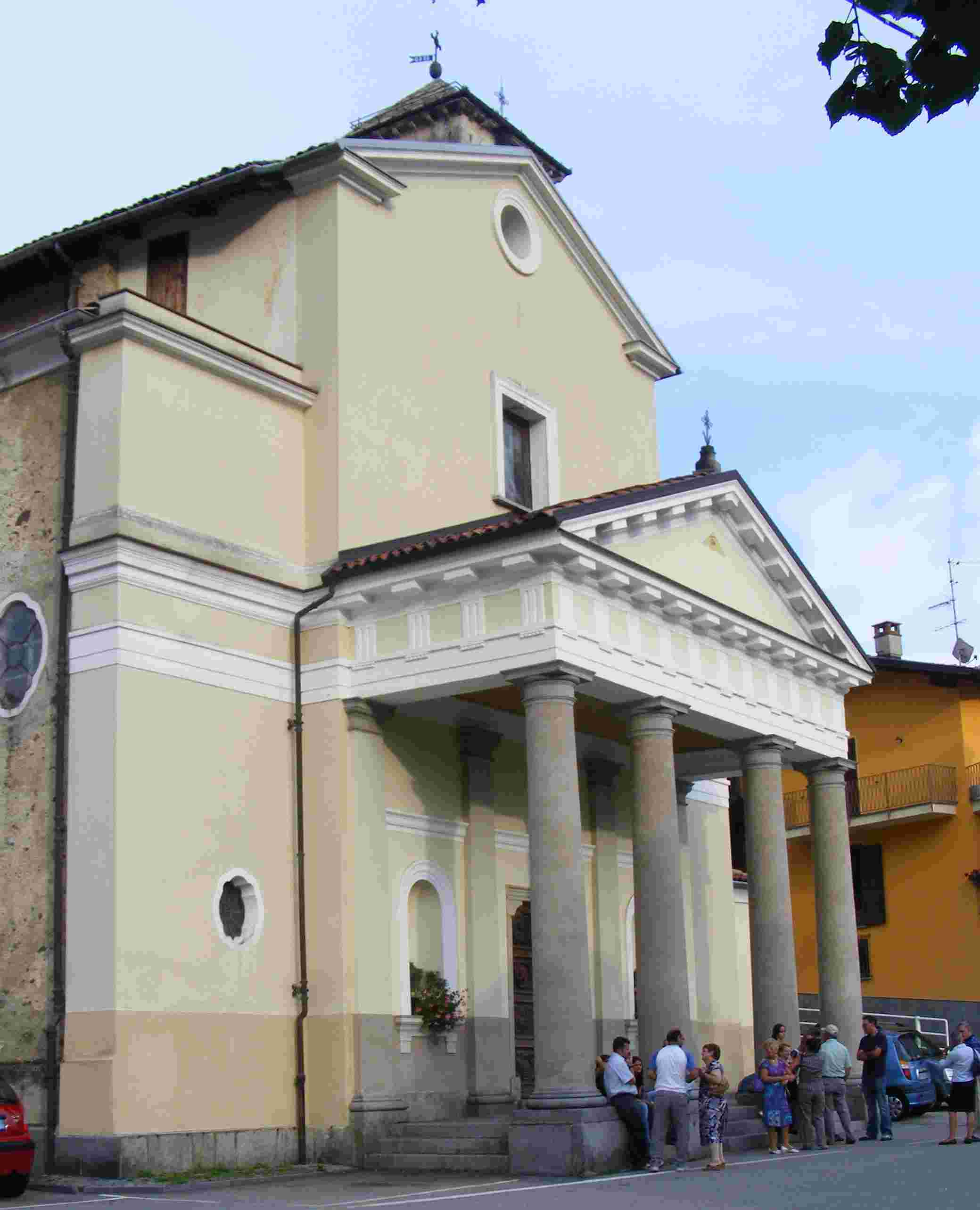
La chiesa parrocchiale

Il massimo sviluppo di Veglio, in termini di popolazione residente, coincide pertanto con la sua massima estensione industriale degli anni cinquanta-sessanta, interrotta bruscamente dall'alluvione del novembre 1968 che segnò profondamente il paese, spingendo verso la "città" industrie ed abitanti. In quegli anni comunque Veglio, storicamente paese di emigranti in cerca di lavoro (soprattutto nel campo edile), vide invece un notevole flusso immigratorio (veneti e lombardi soprattutto, ma anche dal resto d'Italia e nell'ultimo decennio magrebini), legato all'industria tessile.
Attualmente la popolazione di Veglio è costituita per la maggior parte da popolazione anziana e la crisi dell'industria tessile non permetterà certamente inversioni di tendenza, anche se i giovani rimasti con caparbietà vogliono rimanere nei luoghi dove sono cresciuti e cercano di mantenere vivo il paese impegnandosi in attività imprenditoriali, principalmente legate al turismo.
Tra Veglio e la frazione Gianolio di Mosso, dal centro del ponte della Pistolesa, denominato "Colossus" per la sua imponenza, viene praticato il bungee jumping; l'altezza del ponte è di 152 m, mentre la misura in lunghezza è pari a 350 m. Nei pressi della postazione per il bungee jumping si trova anche un parco avventura piuttosto noto, che ricade in comune di Veglio.
Dal 2014 una telecamera trasmette dal centro del ponte immagini in tempo reale sulla zona circostante ed è stato creato un apposito sito web dedicato proprio a questa importante struttura che domina la valle e che dal 1995, anno di avvio della pratica di Bungee Jumping, è sinonimo di rilancio turistico di Veglio e della Valle di Mosso.
A Veglio si trova anche un'importante pista di fuoristrada, autorizzata e censita dalla Regione Piemonte, per la pratica di attività motoristiche (auto 4x4 e motociclette da trial, enduro e cross), anche a livello di gare e raduni nazionali; la pista è ubicata all'interno dell'Impianto Polivalente " Bernardo Seletto", di proprietà comunale.

### Simboli
(D.P.R. del 30 giugno 1963)

## Società

### Evoluzione demografica
Abitanti censiti

## Amministrazione

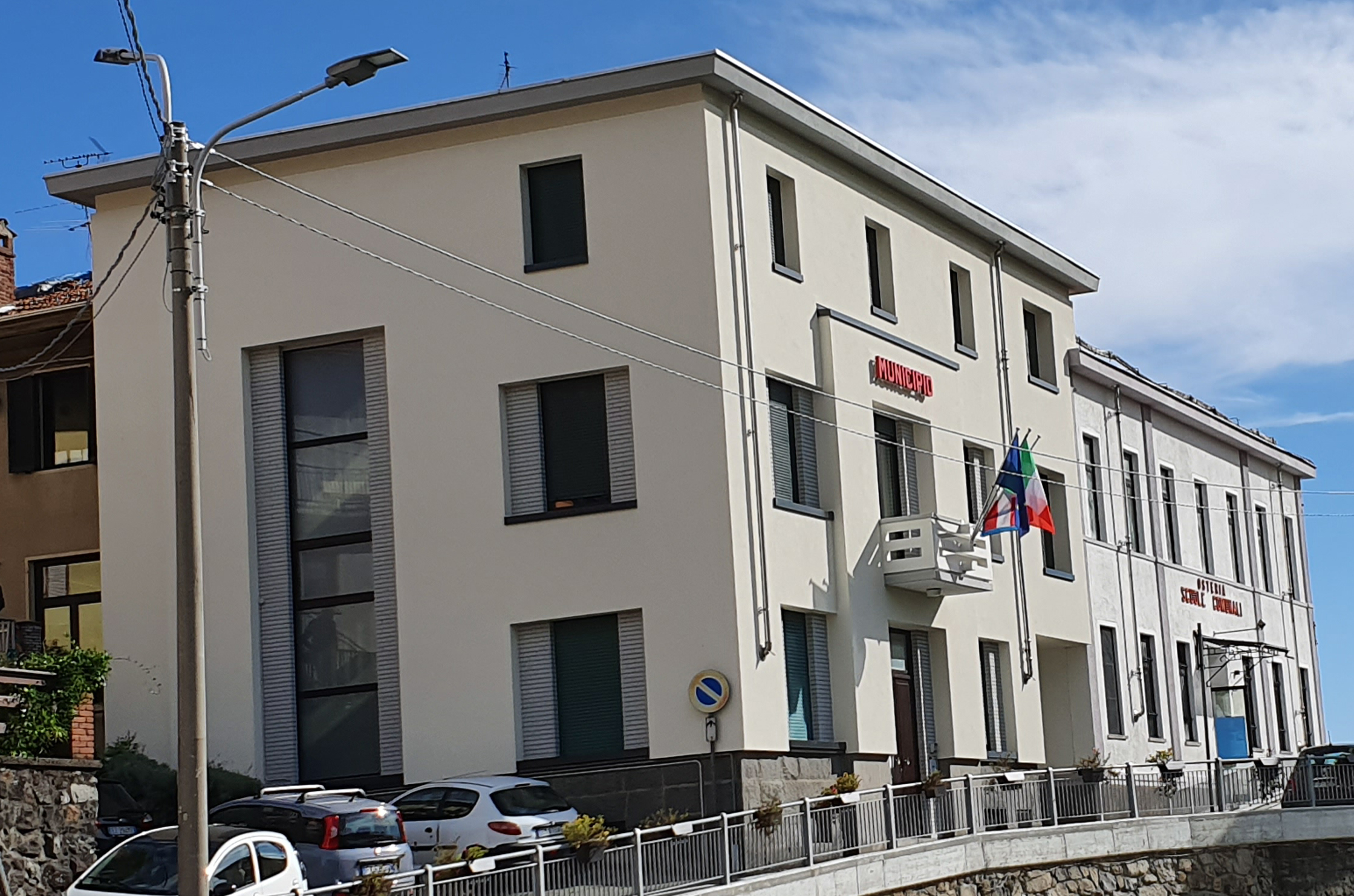
Il municipio

| Periodo | Periodo   | Primo cittadino            | Partito                         | Carica  | Note       |
| ------- | --------- | -------------------------- | ------------------------------- | ------- | ---------- |
| 2021    | In Carica | Dott. Ing. Nicola Marzolla | lista civica - Giovani x Veglio | Sindaco | II mandato |
| 2016    | 2021      | Dott. Ing. Nicola Marzolla | lista civica - Giovani x Veglio | Sindaco |            |
| 2011    | 2016      | Marco Pichetto             | lista civica                    | Sindaco |            |
| 2006    | 2011      | Marco Pichetto             | lista civica                    | Sindaco |            |

### Altre informazioni amministrative
Il comune ha fatto parte della Comunità montana Val Sessera, Valle di Mosso e Prealpi Biellesi, mentre fino al 2010 apparteneva alla Comunità montana Valle di Mosso, abolita in seguito all'accorpamento disposto dalla Regione Piemonte nel 2009.

## La stazione sciistica di Bielmonte
Parte integrante dell'Oasi Zegna è la stazione sciistica di Bielmonte, principale località sciistica della Provincia di Biella. La creazione di una località sciistica, in grado di coniugare l'attività all'aria aperta e la passione per la montagna era parte integrante del progetto di Ermenegildo Zegna.
L'area individuata per dare vita alla località fu la località fino a quel tempo nota come Alpe Marca di Piatto. Il primo impianto, la seggiovia monoposto per il Monte Marca, fu inaugurata nel gennaio 1957. Gli anni successivi videro la realizzazione di varie sciovie, che permisero di ampliare il carosello sciistico. Nel 1972 venne inaugurato l'impianto di illuminazione notturna delle piste del Piazzale. Nel 1976 Bielmonte fu la seconda località del Piemonte ad introdurre l'innevamento artificiale sulle sue piste. Mentre nel 1978 venne inaugurata la pista di "Rolba Run".
Oggi Bielmonte è una stazione con 8 impianti di risalita (5 seggiovie, 2 sciovie, 1 tapis roulant) a servizio di 14 piste adatte a tutti gli sciatori. Dal 2003 è stato riattivato l'impianto di illuminazione ed in alcune serate è quindi possibile sciare in notturna sulle piste "Piazzale" e "Moncerchio-Piazzale".
Tra gli impianti, la seggiovia Monte Marca serve prevalentemente la pista di Rolba Run, mentre è utilizzata dagli sciatori essenzialmente come impianto di arroccamento. Gli sciatori hanno quindi a disposizione 4 seggiovie e 2 sciovie, oltre al tapis roulant per principianti. Gli impianti "Piazzale" e "Montecerchio" sono in realtà un'unica seggiovia che si sviluppa sui due versanti del Monte Cerchio, ma di fatto costituiscono due impianti distinti per gli sciatori.

### Piste di sci alpino
Piste servite dalla seggiovia Piazzale:
- Moncerchio Piazzale (illuminazione per lo sci in notturna)
- Piazzale (illuminazione per lo sci in notturna)
- Sole

Piste servite dalla seggiovia Montecerchio
- Moncerchio
- Gare
- Primaverile

Piste servite dalla sciovia Buca di Forno
- Buca di Forno
- Variante Buca di Forno
- Marchetta
- Skiweg Moncerchio-Buca di Forno

Piste servite dalla sciovia Massaro
- Massaro

Piste servite dalla seggiovia Muschiera
- Muschiera
- Skiweg Muschiera

Piste servite dalla seggiovia Dosso Grande
- Dosso Grande

### Impianti di risalita attualmente in esercizio
- Seggiovia biposto Piazzale-Moncerchio (seggiovia sviluppata su due versanti), costruita dalla ditta SACIF, nel 1997
- Sciovia Buca di Forno, costruita dalla ditta Leitner, nel 1999
- Seggiovia biposto Muschiera, costruita dalla ditta SACIF, nel 2006
- Sciovia Massaro, costruita dalla ditta Leitner, nel 2005
- Seggiovia biposto Dosso Grande, costruita dalla ditta Leitner, nel 2002
- Seggiovia monoposto Monte Marca, costruita dalla ditta SACIF, nel 1986
- Tappeto Baby